# Naveen Daries
Naveen Natascha Daries, née le 29 octobre 2001 à Pretoria, est une gymnaste artistique sud-africaine.

## Carrière
Naveen Daries remporte deux médailles d'argent (au concours par équipes et au sol) et deux médailles de bronze (au concours général individuel et au saut de cheval) en junior aux Championnats d'Afrique de gymnastique artistique 2016 à Alger.
Elle obtient la médaille de bronze du concours général individuel aux Championnats d'Afrique de gymnastique artistique 2021, se qualifiant ainsi pour les Jeux olympiques de Tokyo.
Aux Championnats d'Afrique de gymnastique artistique 2022 au Caire, elle remporte la médaille d'argent du concours par équipes et à la poutre, et la médaille de bronze au saut de cheval ainsi qu'aux barres asymétriques.
Elle est médaillée d'or par équipes et médaillée d'argent du concours général individuel des Championnats d'Afrique de gymnastique artistique 2023 à Pretoria.
Elle est médaillée d'argent du concours par équipes ainsi qu'à la poutre aux Championnats d'Afrique de gymnastique artistique 2024 à Marrakech.